# Fat Wreck Chords
Fat Wreck Chords es un sello discográfico independiente de San Francisco, California, enfocado en la música punk. Fue creado por Fat Mike, vocalista principal y bajista de la banda punk NOFX, y su esposa Erin, en 1990.
Han grabado para bandas como Rise Against, Lagwagon, No Use For A Name, Mad Caddies, MxPx, Anti-Flag, NOFX o Against Me! entre otras. También han colaborado con bandas como Green Day, The Offspring, Rancid, Foo Fighters, New Found Glory, Yellowcard, Sum 41, Pennywise y Good Charlotte.